# Nhà buôn nửa sỉ (bán hàng)
Nhà buôn nửa sỉ, trong bán hàng, có thể đồng nghĩa với "người bán buôn" hoặc "nhà phân phối" hoặc "người môi giới" hoặc "người trung gian". Một doanh nghiệp mua hàng hóa và sản phẩm số lượng lớn từ các nhà nhập khẩu, nhà bán buôn khác hoặc nhà sản xuất, sau đó bán cho các nhà bán lẻ, trong lịch sử được gọi là công ty môi giới (jobbing house hoặc trung tâm tìm việc - jobbing center). Một nhà buôn nửa sỉ là một thương gia - ví dụ: (i) nhà bán buôn hoặc (ii) đại lý bán lẻ hoặc (iii) nhà phân phối độc lập hoạt động trên lô hàng - người lấy hàng với số lượng từ nhà sản xuất hoặc nhà nhập khẩu và bán hoặc bán lại hoặc phân phối chúng đến chuỗi bán lẻ và xanh-đi-ca, đặc biệt là siêu thị, cửa hàng bách hóa, chuỗi cửa hàng dược phẩm và những thứ tương tự. Một mục tiêu là phân phối hàng hóa với chi phí thấp hơn thông qua tính kinh tế theo quy mô, trong các hoạt động tinh vi, thường sử dụng các mô hình vận chuyển phức tạp. Trong các thị trường cạnh tranh, thực tiễn là một phần không thể thiếu trong quản lý chuỗi cung ứng - một trong những điều có thể kết hợp, trong số những thứ khác, nghiên cứu hoạt động trong các lĩnh vực hậu cần liên quan đến mạng lưới chuỗi cung ứng và tối ưu hóa chuỗi cung ứng.

## Cách sử dụng và từ nguyên
Việc sử dụng từ "nhà buôn nửa sỉ" đôi khi bị coi là thông tục hoặc lỗi thời; nhưng, kể từ năm 2016, nó được sử dụng trong các ngành khoa học công nghiệp, báo chí thương mại, phương tiện truyền thông đại chúng và các tạp chí học thuật. Ý nghĩa ngày nay của nhà buôn nửa sỉ đã tồn tại kể từ khi hệ thống nhà máy được giới thiệu, và trước đó trong các trường hợp liên quan đến nhập khẩu hàng hóa. Từ này có một lịch sử lâu đời trong buôn bán và có thể được tìm thấy trong bản in vào giữa thế kỷ 19. và các biến thể, chẳng hạn như "người buôn lợn", có từ thế kỷ 18. Nhà buôn nửa sỉ là một phần của luật pháp ở Anh vào năm 1670 khi một đạo luật đặc biệt được ban hành để ngăn chặn gian lận trong việc mua và bán gia súc tại Chợ Smithfield, London.

## Được sử dụng trong các bối cảnh sau đây
- Nhà buôn nửa sỉ xe hơi (như với trái cây và rau quả) (1914)
- Nhà bán nửa sỉ nhiên liệu
- Người bán sỉ có giá hàng hoặc giá hàng triển lãm
- Người buôn lợn
- Người buôn sỉ đất (1800)

### Trích dẫn nội tuyến
1. ↑  "Present Day Jobbing," by James H. Ritter, The Annals of the American Academy of Political and Social Science, Vol. 22, November 1903, pps. pp. 39-46; JSTOR link
2. ↑  "Debt for the Mexican War," Advocate of Peace (1847-1884), Vol. 7, No. 17/18, May & June 1848, pps. 210-211 (reprinted by the World Affairs Institute); JSTOR link
3. ↑  An Act to Prevent Fraudes in the Buying and Selling of Cattell in Smithfeild and Elsewhere
Charles II, 1670 & 1671
9th Session of Cavalier Parliament, 22 & 23
Chap. 19; Chancery Roll p. 2, I. 7; original Act 39
4. ↑  "Jobber," Dictionary.com, Unabridged, Random House, Inc. (retrieved ngày 14 tháng 1 năm 2016)
5. ↑  Middlemen in English Business: Particularly Between 1660 and 1760, by Ray Bert Westerfield, PhD, Yale University Press, Connecticut Academy of Arts and Sciences pg. 197 (1915)